# Enciclopedia heráldica y genealógica hispano-americana
La Enciclopedia heráldica y genealógica hispano-americana es una enciclopedia redactada por los hermanos Alberto y Arturo García Caraffa, naturales de Ciudad Rodrigo (España).

## Historia
Los García Carraffa (Alberto (1882-19??) y Arturo (1885-1963)) iniciaron su Enciclopedia en 1919 y su publicación continuó hasta 1963, cuando se lanzó el último volumen que abarca la letra "U" (apellido “Urriza”), como homenaje a su difunto esposo por Margarita Prendes Carraffa. 
Los 88 volúmenes de esta obra recopilan el trabajo de muchos genealogistas y contienen más de 15000 genealogías y escudos de armas. La obra trata la heráldica española en los dos primeros volúmenes, y con el tercero comienza el Diccionario heráldico y genealógico de apellidos españoles y americanos, que es un listado de más de 15000 nombres con sus respectivas historias genealógicas (con ilustraciones en color de escudos representativos) de familias españolas e hispanoamericanas. Posteriormente, el trabajo ha sido continuado por Endika Mogrobejo hasta alcanzar un total de 17000 apellidos.